# Chengxi (köping i Kina, Guangxi)
Chengxi (kinesiska: 城西, 城西镇) är en köping i Kina. Den ligger i den autonoma regionen Guangxi, i den södra delen av landet, omkring 190 kilometer öster om regionhuvudstaden Nanning.
Genomsnittlig årsnederbörd är 2 399 millimeter. Den regnigaste månaden är maj, med i genomsnitt 397 mm nederbörd, och den torraste är oktober, med 40 mm nederbörd.